# بددرن (ويلز)
بددرن (بالإنجليزية: Bodedern)‏ هي منطقة سكنية تقع في المملكة المتحدة في . يقدر عدد سكانها بـ 1,074 نسمة .

## أعلام
- ديون دونوهيو
- هيو أوين توماس